# Parc national de Forollhogna
Le parc national de Forollhogna est un parc national créé en 2001 en Norvège, à cheval sur les comtés de Trøndelag et d'Innlandet. Le parc Forollhogna (ou « Forelhogna ») abrite une vie végétale étendue et est une aire de répartition importante pour les rennes sauvages. Le paysage de Forollhogna se compose de grandes zones alpines, avec des pentes douces s’élevant des vallées - une zone souvent appelée « les douces montagnes ». Pendant des siècles, les fermes de montagne ont été utilisées pendant l’été, et beaucoup le sont encore,.

## Galerie

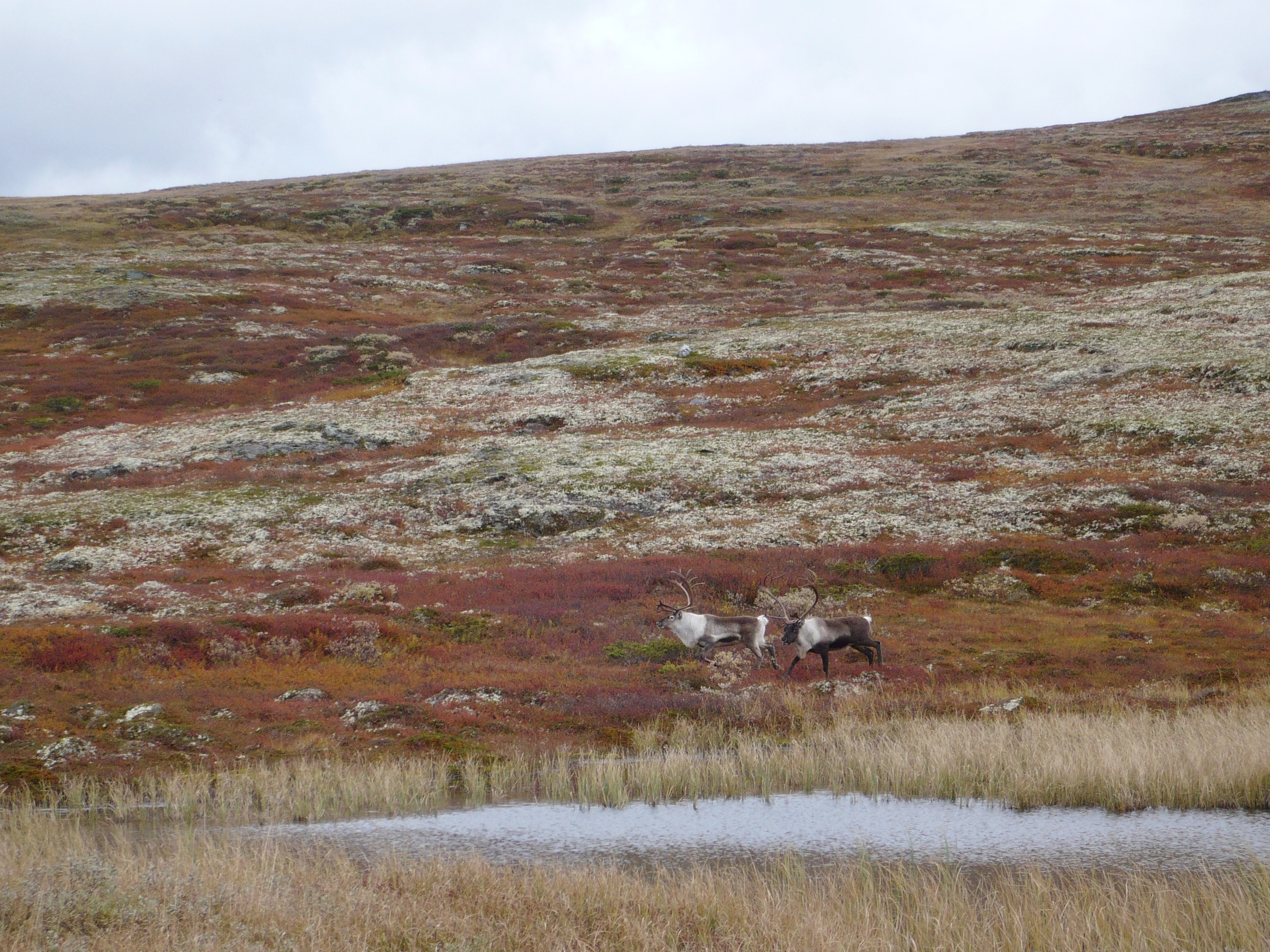
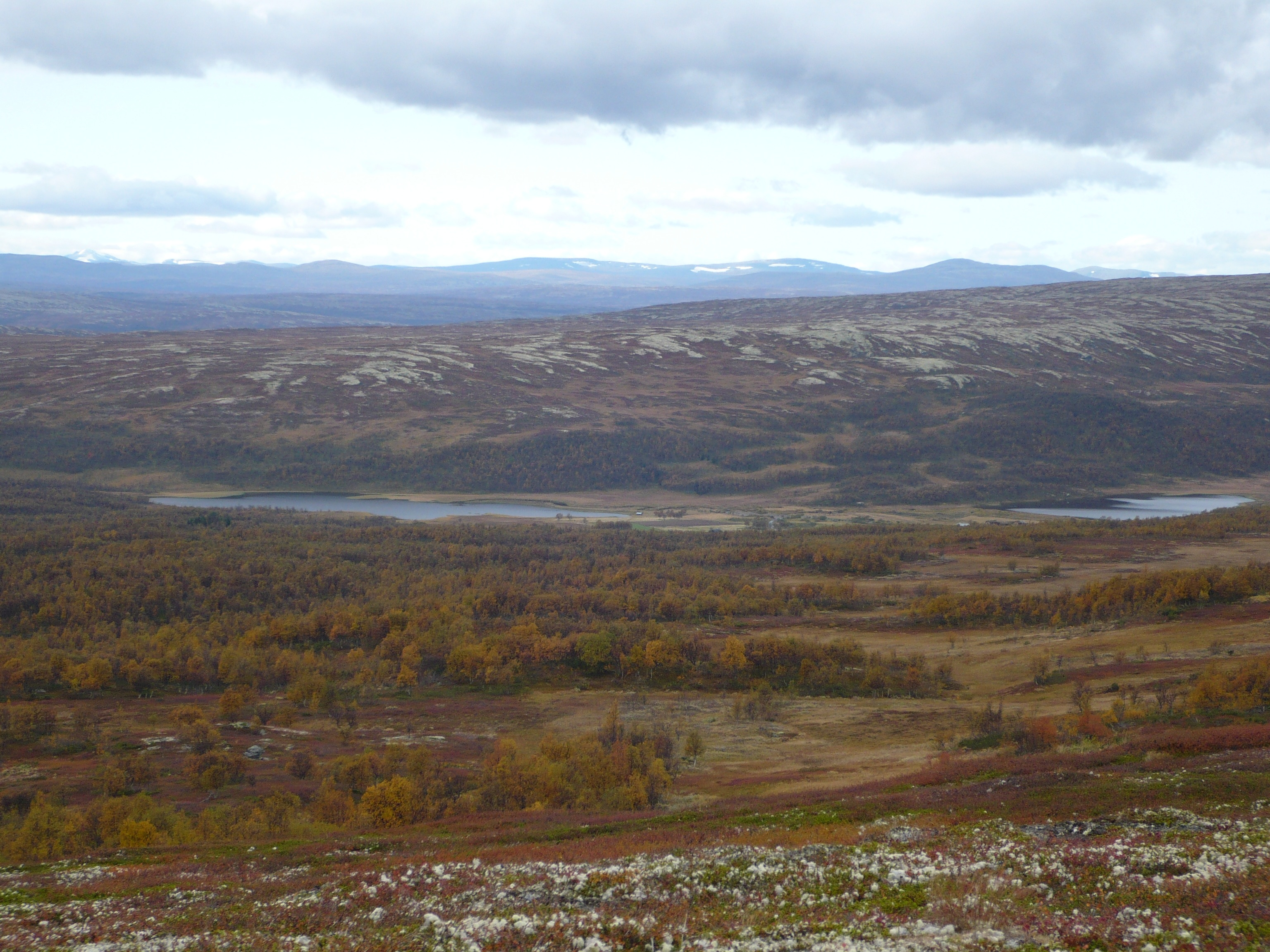
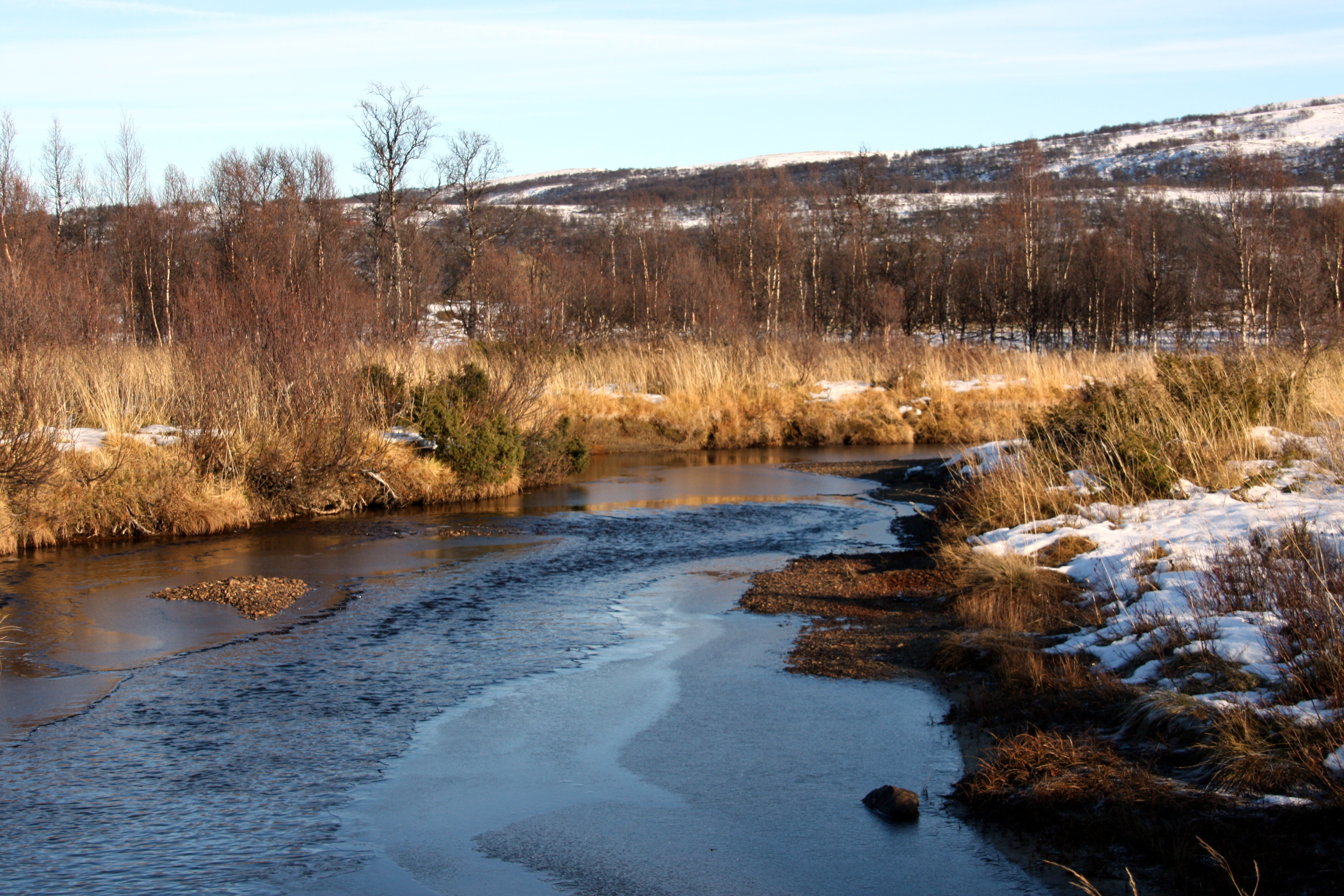
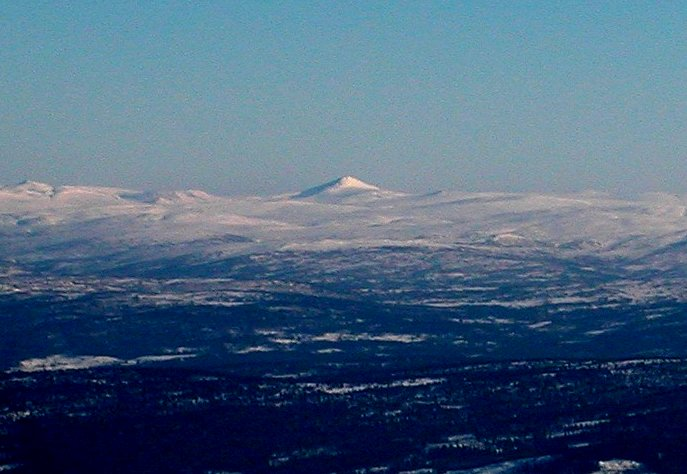
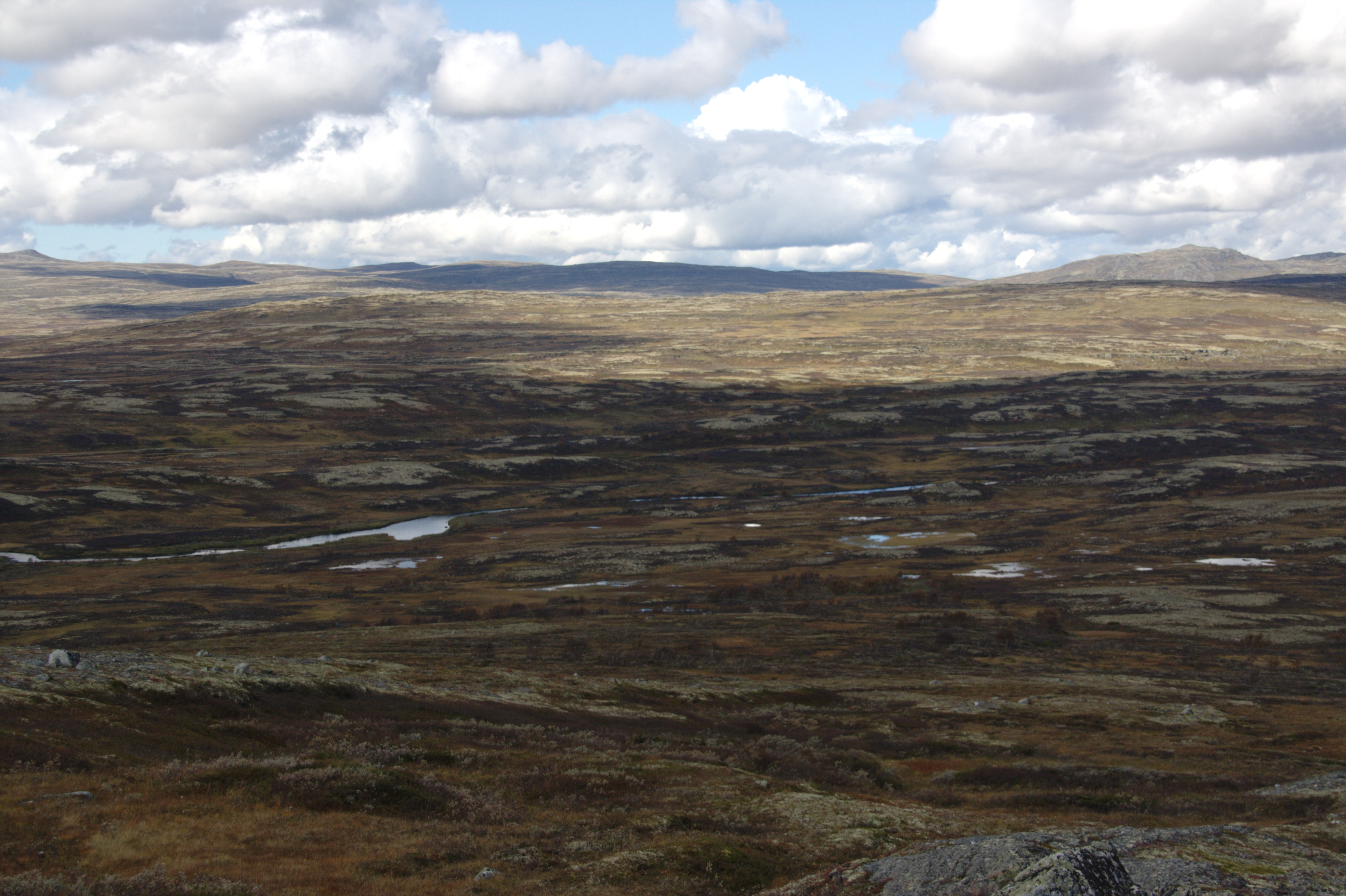